# Guðrun Sólja Jacobsen
Guðrun Sólja Jacobsen (født 11. juli 1982 i Tórshavn, Færøerne) tilbragte sin barne- og skoletid i Tvøroyri på Suðuroy.
Guðrun er som de fleste færøske børn opvokset med musik og sang. Hun har optrådt fra hun var 13 år i forbindelse med fester og skoleafslutninger,og som medlem af et lokalt gospelkor, Suðuroyar Gospel Choir. Ved et skolebal i Hvalba opfordrede en opmærksom tilhører hende til at melde sig til den danske fjernsynsudsendelse "Stjerne for en aften". Hendes musikalske gennembrud kom, da hun 20 år gammel vandt DRs sangkonkurrence "Stjerne for en aften" 4. april 2003. Samme år flyttede hun til København. Hun har taget en tre-årig sanglæreruddannelse på Complete Vocal Institute, hun er nu CVT Vocal Coach. I 2012 udgav hun først en single Got that smile again og derefter en EP med titlen The Firts Four.
Hun har blandt andet sunget sangene på Disney´s animationstegnefilm “Klokkeblomst” fra 2008, optrådt på Langelandsfestivalen, Se&Hør Sommerrock turné, DR Slotskoncerter med DR Radio Underholdning Orkesteret, Tivoli med Tivoli´s BigBand.

## Udgivelser
- 11. August 2003 - Quiet Storm - 35.000 solgte[3]
- 31. Januar 2005 - Wake Up
- 2012 - Got that smile again (single)
- 2012 - The First Four, EP

### Indsunget sange på Disney tegnefilm
- 2008 - Disney´s animationstegnefilm "Klokkeblomst" fra 2008, og
- 2012 - "Modig" (en Pixar / Walt Disney Pictures animationsfilm)

### Synger med på disse albums
- 2003 - Ein stjørna lýsti á nátt
- 2003 - Stjerne for en aften
- 2003 - Popp List 2
- 2004 - Kvinna - udvalgte sange af færøske sangerinder
- 2005 - Dýrd
- 2005 - Sól og regn - Stanley Samuelsen
- 2005 - Stjerne for en aften 2005 - Den sidste mission
- 2007 - Upp gleðist - Mpiri[4]